# Stevia perfoliata
Stevia perfoliata là một loài thực vật có hoa trong họ Cúc. Loài này được Cronquist miêu tả khoa học đầu tiên năm 1965.